# Bent Larsen
Jørgen Bent Larsen (Thisted, 4 de março de 1935 - Buenos Aires, 9 de setembro de 2010) foi um enxadrista dinamarquês.
Bent Larsen foi por vários anos um dos principais enxadristas europeus e um candidato constante, embora pouco feliz, ao mundial.

## Estilo de jogo
Larsen costumava usar aberturas pouco convencionais, não só pelo fator surpresa, mas também porque acreditava que elas são perfeitamente sólidas e subestimadas pelos outros grandes-mestres. Assim, ressuscitou a abertura Bird, 1. f4 d5 2.Cf3, e também a que hoje costuma ser chamada de abertura Larsen, 1.b3.
A grande força de Larsen residia no meio-jogo e em seu enfoque inventivo que lhe permitia jogar agressivamente pela vitória. Ele disse que não gostava da rotineira tática profissional de jogar pela vitória com as brancas e pelo empate com as pretas. Existem mais ataques pelos flancos em suas partidas do que de qualquer outro grande-mestre, e isso é deliberado: o ataque pelo lado tem chances de levar a uma simplificação e ao empate, e se falhar ainda da tempo de reagrupar suas peças.